# Grupo Económico
Grupo Económico (en estonio: Majandusline Rühm, MR) fue un partido político de Estonia.

## Historia
El partido participó por primera vez en las elecciones nacionales de 1920, ganando un solo escaño en las elecciones parlamentarias con el 1,1% de los votos. En las elecciones de 1923, el porcentaje de votos del partido cayó al 0,5% y perdió su único escaño en el Riigikogu. No participó en otras elecciones.

## Ideología
Su idelogía se basaba en la oposición a los alquileres obligatorios impuestos por el Estado y defendía los derechos de los propietarios. El partido representaba los principios de la economía de libre mercado, el espíritu empresarial y la competitividad económica. Se oponía fundamentalmente a las intervenciones sociales del Estado en la sociedad.

## Resultados electorales
Los resultados electorales antes de su disolución fueron los siguientes:
| Elección | Votos | %    | Escaños | +/–   | Posición |
| -------- | ----- | ---- | ------- | ----- | -------- |
| 1920     | 4.948 | 1,05 | 1/100   | Nuevo | 10.º     |
| 1923     | 2.214 | 0,48 | 0/100   | 1     | 18.º     |